# Васильковский детинец
Васильковский детинец — старейшая часть Василькова, оборонительная крепость древнерусского Василева в Киевском княжестве.
Детинец был заложен в эпоху княжения Владимира Святославича и являлся одной из крепостей Стугнинской оборонительной линии. Располагался на высоком левом берегу Стугны и занимал мыс площадью около 0,9 га, ограниченный со всех сторон крутыми склонами. Его параметры составляли 220×250 м. Детинец был окружён валом, наполовину сложенным из кирпича-сырца, заключённого в клети из дубовых колод, и являлся первоклассной на тот момент крепостью. С восточной стороны к детинцу примыкал окольный город площадью 2,7 га, соединявшийся с ним узким перешейком.

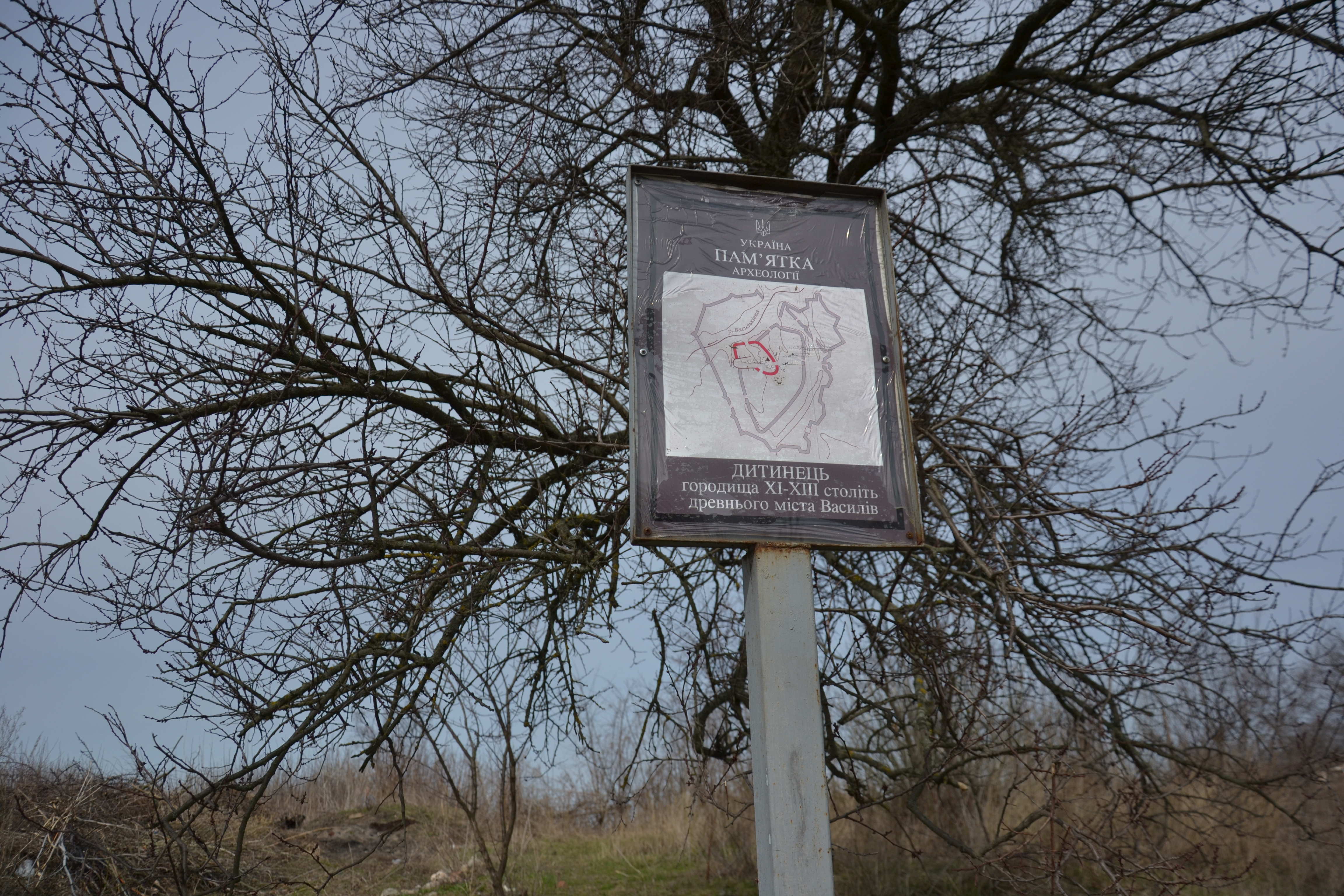
Мемориальная табличка

Сырцовая кладка той же эпохи в валу окольного города свидетельствует о том, что город был быстро расширен. От третьей укреплённой части городища площадью около 25 га, располагавшейся за окольным городом, сохранился вал на протяжении 760 м. Время сооружения этой части крепости не установлено.
На детинец вело несколько въездов. С юго-западной стороны на так называемом Южном, или Васильковском тракте, который шёл в Галицкое княжество; с северной стороны, в пределах детинца, пролегал по дну яра с пологими склонами и выводил на путь в Киев и Белгород-Киевский; третий въезд располагался со стороны окольного города, он также вел к Киеву (позже эти ворота назывались Печерскими).
Детинец и другие укрепления Василькова были разрушены во время монгольского нашествия на Русь. Среди подъёмного материала везде встречена гончарная древнерусская керамика XI—XIII веков. Найдены остатки древнего деревянного храма и княжеского дворца. На мысу на месте древнего детинца установлен деревянный крест.